# Racomitrium vulcanicola
Racomitrium vulcanicola là một loài Rêu trong họ Grimmiaceae. Loài này được Frisvoll & Deguchi mô tả khoa học đầu tiên năm 1988.